# Рождественский бульвар
Рожде́ственский бульва́р — бульвар в Мещанском районе Центрального административного округа города Москвы, часть Бульварного кольца. Проходит от Трубной площади на западе до площади Сретенские Ворота на востоке. Нумерация домов ведётся от Трубной площади. На бульвар также выходят: c внутренней стороны — улица Рождественка и Малый Кисельный переулок, с внешней — Трубная улица.

## Происхождение названия
Получил современное название в начале XIX века по улице Рождественка, к которой примыкает, и по Богородице-Рождественскому женскому монастырю.

## История
- Начало Рождественского бульвара от Трубной пл. Ок.1900 г.

Окрестности Трубной площади известны с конца XIV века, когда были заложены Рождественский женский и Сретенский мужской монастырь. Пашни по внешнюю сторону начали застраиваться только в XVI веке. Возле монастырей селились их работные люди, а в XVII за стеной Белого города обосновалась слобода Печатного двора (Печатников переулок).
После сноса стен Белого города (1760), несмотря на приказ Екатерины II обустроить бульвары (1775), место нынешнего бульвара было стихийно застроено лавками. В пожар 1812 года внутренняя сторона бульвара уцелела, а внешняя была уничтожена вместе с лавками у бывших крепостных стен. Только тогда, в 1820-е, был устроен зелёный бульвар, круто спускающийся к Трубной площади, а у Сретенских ворот, в торце бульвара, выстроена гостиница (впоследствии надстроенная, она сохранилась по сей день). В 1880-е годы через бульвар запустили конку, а замена её на трамвай произошла в 1911 году.
6 марта 1953 года на бульваре и прилегающей Трубной площади произошла катастрофическая давка, вызванная притоком людей, желающих проститься со Сталиным.

«Отец мой был водителем, а мама пекарем. Жили мы тогда в Москве на улице Жданова (которая теперь Рождественка) <…> на территории Рождественского монастыря. <…>
Все эти три дня мы с мамой и сестрой были озабочены лишь одним: чтобы папа мог без приключений добраться домой с работы. Наш дом был рядом с эпицентром событий. Мы видели как во двор монастыря вносят трупы и распределяют по подъездам, поэтому голова была забита только тем, как папа, возвращаясь через Цветной бульвар на Рождественку, избежит быть затянутым в водоворот толпы. Около монастырской стены был такой пригорок, мы становились на него, выглядывали на улицу и оттуда смотрели на толпу спускающихся от Чистых прудов к Трубной.
На наших глазах несколько человек из толпы разбились об угол дома, стоящего на углу Рождественки и Трубной. <…> У нас навсегда запечатлелась в памяти „девушка с косой“. Погибшую девушку несли вверх по Рождественке к монастырю, а толстая белокурая коса свисала и тащилась по земле. К счастью, отец тогда благополучно смог вернуться домой. Показывал дежурившим на грузовиках военным документы с пропиской и его пропускали. <…>
На похороны мы не ходили. Нам было достаточно того, что мы наблюдали эту жуткую давку на расстоянии нескольких метров».
— Лидия Прокофьевна Иванина, проект «05/03/53»
- Примечательные здания и сооружения
- № 9с1
- № 10
- № 12/8с1
- № 13c2
- № 14
- Между №16 и 20. Церковь Новомучеников
- № 21с1
- Поклонный крест прп. Евфросинии Московской

На склоне бульвара при его выходе на Трубную площадь посередине располагается фуд-корт «Центральный рынок» (дом № 1). Здание долго не могли достроить, за это время оно успело получить неофициальное название «навозный жук». История объекта началась с принятия в 1996 году городскими властями решения о строительстве на этом месте фонтана и одноэтажного кафе на 75 мест, с общей площадью 590 м² Проект и исходно-разрешительная документация пересматривались несколько раз, в результате чего площадь «кафе» возросла до 770, а затем до 2205 м². Весной 2009 года инспекция Департамента культурного наследия провела проверку строительства, в ходе которой выяснилось, что площадь объекта в полтора раза превысила разрешенную и составила 3388 м².
По нечётной (внешней) стороне:
- № 3 — Комплекс «Легенда Цветного» (2009—2011, архитектурное бюро NBBJ)[5]. Ранее на этом месте стоял Дом Политпросвещения (архитекторы В. С. Андреев, К. Д. Кислова, В. Н. Тулупов, инженер Л. В. Денисов), построенный в 1980-х и снесённый спустя полтора десятилетия.
- № 5/7, стр. 1 — Жилой дом (1934, архитекторы Л. З. Чериковер, Н. Арбузников)[6]. Здесь в 1940-х годах жил разведчик Л. П. Василевский[7]. Ранее на этом месте располагались два дома, принадлежащие семье Пуфлер. Ф. А. Пуфлер управлял Ключинским стекольным заводом (Вышневолоцкий уезд Тверской губернии), который позднее получил название Завод Красный Май.
- № 9 — Доходный дом княжны Бебутовой (1909, архитектор Г. А. Гельрих[8]). Перед октябрьской революцией в доме размещалось Генеральное консульство Франции в Москве[9].
- № 11 — доходный дом (1873, архитектор Л. Чижиков)[1].
- № 13, стр. 1, 2 — Усадьба М. А. Лагофита (первая половина XIX века, воссоздана в 1980-х гг.), объект культурного наследия регионального значения[10].
- № 15 — Доходный дом (1890-е, архитектор К. Ф. Буссе).
- № 17 — Доходный дом Н. И. Силуанова (1904, архитектор П. А. Заруцкий)[1]. В доме жил архитектор С. С. Шуцман.
- № 19 — Доходный дом К. А. Колесова (1913, архитектор Д. М. Челищев). В этом здании одним из первых в Москве был пущен электрический пассажирский лифт. В 1920-х годах здесь жила известная балерина Е. В. Гельцер.
- № 21 — Доходный дом И. И. Джамгарова (левое строение 1) (1913, архитектор Н. Г. Лазарев)[1]
- № 25 — Храм Успения Пресвятой Богородицы в Печатниках и дома причта. Построен в 1695 году на месте храма, известного с 1625 года. С 1950 года — музей «Советская Арктика», а затем музей «Морской флот СССР». В 1994 году храм возвращён верующим.

По чётной (внутренней) стороне:
- № 2-6 — исторические здания заменены новоделом; ранее в угловом доме № 2 находились «номера Ечкина», которые сдавались студентам и которые упоминались в рассказах А. П. Чехова; в доме № 4, с полуциркульными окнами, в XIX веке находилась гомеопатическая аптека; дом № 6 сохранил образ тяжеловесного ампира.
- № 8/20 — Богородице-Рождественский монастырь, XVI—XIX веков.
- № 10 — Особняк Григория Константиновича Ушкова, сына К. К. Ушкова (интерьеры спроектированы в 1897 году архитектором Ф. О. Шехтелем).
- № 12/8 — Дом братьев Фонвизиных.
В 1794 году усадьба принадлежала кн. А. М. Голицыной, от которой перешла к полковнику Александру Ивановичу Фонвизину (младшему брату писателя Д. И. Фонвизина и отцу двух будущих декабристов); в 1821 году здесь было принято решение о роспуске Союза благоденствия с целью создания нового тайного общества. В доме часто жили декабристы И. Д. Якушкин, П. Х. Граббе. В январе 1826 года здесь были арестованы И. А. Фонвизин и В. С. Норов[11]. В мае 1869 года владение куплено Н. Ф. фон Мекк[12], которая перестроила дом (1869 — изменение фасада, арх. А. Н. Стратилатов; 1870-е гг. — перестройка арх. В. А. Гамбурцевым; в 1879 г. — арх. П. П. Скоморошенко). В 1881 году дом был продан чаеторговцу А. С. Губкину (1816—1883). В начале XX века его занял Дворянский земельный банк. Ныне здесь размещается Государственный комитет Российской Федерации по рыболовству. Объект культурного наследия федерального значения[10][13].
- № 14 — Особняк графини Е. П. Ростопчиной (нач. XIX в.; 1870, архитектор А. Н. Стратилатов), объект культурного наследия регионального значения[10]. В 1840-е годы домом владел Н. Ф. Павлов, устраивавший здесь знаменитые на всю Москву литературно-философские «павловские четверги», на которых бывали Н. Гоголь, Е. Баратынский, Я. Полонский, А. Фет, А. С. Хомяков, С. П. Шевырёв, П. Я. Чаадаев, Д. Л. Крюков и др.; здесь появлялись Киреевские и молодой Ю. Ф. Самарин. Впоследствии дом был приобретён Э. Ф. Маттерном.
- № 16 — Городская усадьба А. П. Карамышевой — Доходное владение К. Е. Ценкер (конец XVIII века — 2-я половина XIX века, перестройка по проекту Б. В. Фрейденберга).
  - № 16, стр. 1 — Главный дом (1787—1793; 1852; 1883, архитектор Б. В. Фрейденберг), объект культурного наследия регионального значения[10];
  - № 16, стр. 2 — Дом жилой (1864, архитектор И. С. Каминский). В этом доме с 1933 по 1943 годы жил пролетарский писатель Демьян Бедный, позднее в этом здании находился его музей. Объект культурного наследия федерального значения[10].
- № 18 (условно, числится сейчас по ул. Б.Лубянка, д.19) — Храм Новомучеников и Исповедников Церкви Русской на Лубянке, построенный в 2014—2017 годах на месте нескольких монастырских зданий рубежа XX—XIX веков, вопреки протестам общественности. Северный фасад (вход на территорию с Б.Лубянки).
- № 20 — Доходный дом (1879, архитектор П. С. Кампиони). В 1936 году в этом доме произошёл пожар — взорвалась керосинка. Пожар увидел проезжавший на трамвае гражданин (как потом выяснилось, 27-летний рабфаковец В. Бурнацкий). Он соскочил с трамвая, поднялся на четвёртый этаж по водосточной трубе и вытащил из горящего дома 24-летнюю гражданку М. Аникееву. Передав её работникам пожарной команды, гражданин незаметно вышел из дома и скрылся. Этот эпизод, описанный в газете «Правда», послужил для поэта Самуила Маршака толчком к созданию поэмы «Рассказ о неизвестном герое» (1937)[14].
- № 22/23 — Доходный дом Е. З. Мелас — С. И. Малюшина (1896, архитектор М. А. Арсеньев).

## Транспорт
- Метро Трубная/Цветной бульвар (начало), Чистые пруды/Тургеневская/Сретенский бульвар (конец)